# ルイス・サントップ
ルイス・サントップ（Louis Santop Loftin, 1890年1月17日 - 1942年1月22日）は、1910～1920年代にアメリカ合衆国のニグロリーグで活躍していた野球選手。主なポジションは捕手。テキサス州タイラー生まれ。右投げ左打ち。ニックネームは"Top"。

## 来歴・人物
プロの野球選手としての経歴は1909年からで、いくつかのチームを渡り歩いた後、1910年に当時ソル・ホワイトが監督をしていたニューヨーク・リンカーン・ジャイアンツに所属、そこで”スモーキー”ジョー・ウィリアムズや”キャノンボール”ディック・レディングといった伝説的な投手たちとバッテリーを組んでいた。サントップはその打力を売り物にし、1911年から1914年の打率は、それぞれ.470、.422、.429、.455であった。また1912年のある試合では、飛距離500フィート以上のホームランを放ったという。
その後1915年から1917年頃まで、ブルックリンのロイヤル・ジャイアンツでホームランを量産したことで名声を得（本数等は不明）、その後フィラデルフィアにあるヒルデール・デイジーズに加わる。1917年にデイジーズがメジャーリーグの選抜チームと3試合を行った際、サントップはメジャーリーグ選抜の投手チーフ・ベンダーとジョー・ブッシュを相手に3試合で6安打を記録したという。1918年と1919年に第一次世界大戦で派兵された後、終戦後に再びデイジーズと高額な契約を結び現役復帰、1923年から1925年のデイジーズのリーグ3連覇にも貢献する。しかし1924年のニグロ・ワールドシリーズで致命的なエラーを犯したことをきっかけに、チームの正捕手の座をビズ・マッキーに奪われることになった。
1925年を最後に選手を引退し、その後フィラデルフィアで放送関係の仕事をしていた。時折バーテンダーなどもしていたそうである。1942年にフィラデルフィアで死去。2006年にニグロリーグ特別委員会によりアメリカ野球殿堂入り。
その長打力から、サントップを『黒いベーブルースの元祖』という人もいる。ヒルデール在籍時の1920年、メジャーリーグ球団との試合で実際にベーブ・ルースと対戦した試合があり、その試合でルースが4打数ノーヒットだったのに対し、サントップは3安打を放ったそうである。

## 記録・表彰等
- メジャーリーグチームと対戦成績：打率.296（14試合）